# Verzorgingsplaats 't Vaerland
Verzorgingsplaats 't Vaerland was een verzorgingsplaats, gelegen aan de noordzijde van de A59 in de richting Oss-Serooskerke tussen afritten 36 en 35 in de Nederlandse gemeente Waalwijk. De verzorgingsplaats stond bekend vanwege de daar bedreven illegale prostitutie.
In 2015 heeft toenmalig verkeersminister Melanie Schulz van Haegen na jaren van discussie besloten dat de verzorgingsplaats definitief gesloten mocht worden, waarna 't Vaerland enkele jaren afgesloten langs de rijksweg lag. In april 2020 is het terrein volledig ontmanteld gedurende onderhoud aan de naastgelegen rijksweg, waardoor het sindsdien een groenstrook is die niet meer te bereiken is vanaf de rijksweg.
A1: De Haar · Elsenerveld · Friezenberg · Jool-Hul  
A2: Proostwetering · De Rooijen · Zwartehof · Heezerhut · Aalsterhut  
A4: Leiburg · Oostvliet  
A6: De Monnik  
A9: Amstelveen · Hammerstein  
A12: Mollebos · De Heul · De Roode Haan  
A15: Zeekade · Kraaienbos · De Laar · Topsweerd · Groenendijk  
A16: Krabbenbosschen · Mastbos  
A17: Kapelberg  
A20: Aalkeet  
A27: Bosberg  
A28: Holkerveen · Nunspeet-Noord · Nunspeet-Zuid  
A50: Meilanden · Kabeljauw  
A58: Krabbenbosschen · Mastbos · Sloedam  
A59: Tollenaer · 't Vaerland  
A67: De Gender · De Blauwe Klei  
A79: Keelbos · Ravensbos  
A326: Rolenhof